# Unión de Pioneros de Yugoslavia
La Unión de Pioneros de Yugoslavia (en serbio: Савез пионира Југославије) (en croata: Savez Pionira Jugoslavije) (en esloveno: Zveza Pionirjev Jugoslavije) también eran conocidos como los Pioneros de Tito (en serbio: Титови пионири), (en croata: Titovi Pioniri) fue un movimiento de pioneros de la República Socialista Federal de Yugoslavia. Sus miembros, básicamente eran niños a partir de siete años de edad, atendían a una ceremonia anual y vestían uniformes.

## Uniformes
Los uniformes consistían en unos pañuelos rojos y en unas gorras azules llamadas titovka. Estas gorras a veces llevaban una estrella roja delante. El pionero solía llevar una camisa blanca y la titovka, aunque la indumentaria podía variar dependiendo de la región de Yugoslavia donde estaba el pionero. Los chicos solían llevar pantalones azules, y las chicas vestían faldas del mismo color, junto con medias blancas y zapatos negros. En ocasiones especiales, tales como la visita del Mariscal de campo Josip Broz Tito, los pioneros a veces vestían ropas tradicionales de sus regiones nativas de Yugoslavia.

## Historia
La organización fue fundada el 27 de diciembre de 1942. Formaba parte de la estructura de la Liga de Jóvenes Comunistas de Yugoslavia. Los pioneros publicaban el periódico Male novine. La organización estaba dividida entre los jóvenes pioneros (de 7 a 11 años) y los pioneros mayores (entre los 11 y los 15 años). A diferencia de otros movimientos de pioneros, el saludo militar completo era utilizado, para honrar a los niños y a los adultos que lucharon junto a los Partisanos Yugoslavos durante la Segunda Guerra Mundial.

## Ceremonia y juramento
Normalmente, la ceremonia de membresía tenía lugar en la escuela cuando los niños tenían 7 años de edad, en otoño, durante la celebración del día de la República. Tras la ceremonia, a los niños se les entregaba una libreta roja, parecida al carnet de membresía del partido comunista. La libreta llevaba la firma del presidente del comité de pioneros, un antiguo pionero, y servía como prueba de pertenencia a la organización. En todo el territorio de la antigua Yugoslavia socialista, en las naciones soberanas de Eslovenia, Croacia, Bosnia-Herzegovina, Serbia, Montenegro y Macedonia del Norte, muchas personas recuerdan con nostalgia y emoción sus días de pioneros. El juramento de los jóvenes pioneros yugoslavos (pionirska zakletva) es el siguiente, el texto puede variar ligeramente de una escuela a otra. 
"Hoy me convierto en pionero, y doy mi palabra de honor de pionero de que estudiaré y trabajaré diligentemente, respetaré a mis padres y a mis mayores, y seré un leal y honesto camarada y amigo. Amaré a nuestra patria, autogestionada y socialista, la República Socialista Federal de Yugoslavia. Difundiré la hermandad, la unidad, y los principios por los cuales luchó el camarada Tito. ¡Y valoraré a todos los pueblos del mundo que respetan la libertad y la paz!"

## Función
La función social de ser un pionero en un país comunista era parecida a la primera comunión en la Iglesia católica. El niño a la edad de siete años era iniciado como miembro de un grupo donde los individuos compartían los mismos valores culturales. Esta temprana iniciación incrementaba la posibilidad de que cuando el niño llegara a la edad adulta, se identificara con el grupo. La infancia era importante en la agenda del Mariscal Tito. Se invertía un gran esfuerzo en su educación, se enseñaba a los niños a ser responsables, respetuosos, y a estudiar duro. Los menores eran considerados como el futuro de la nación y la patria socialista.